# Сабињани
Сабињани (лат. Sabini, стгрч. Σαβῖνοι) су били италско племе које је живјело на простору средишњих Апенина у античној Италији, такође су насељавали Лацијум сјеверно од Аниена прије оснивања Рима. И латински и грчки назив су егзоними.
Сабињани су се подијелили у двије скупне одмах након оснивања Рима, што је описано у легенди о Риму. Популација ближа Риму преселила се у нови град и заједно са постојећим грађанством, дала је основ за нову насљеђе које је потекло од Сабињања али је латинизовано. Други дио популације остао је у планинском дијелу племенске државе, што доводи до рата против Рима за независност, заједно са свим осталим италским племенима. Након пораза, ушли су у састав Римске републике.

## Римљани сабињанског поријекла
- Тит Тације, легендарни краљ Сабињана
- Нума Помпилије, легендарни краљ Рима
- Анко Марције, легендарни краљ Рима
- Квинт Серторије, генерал Римске републике
- Салустије Крисп, римски писац
- Марко Теренције Варон Реаћанин, римски научник